# Maria Karapetian
Maria Karapetian (ur. 20 lutego 1988 w Wanadzorze) – armeńska polityczka i aktywistka. Deputowana Zgromadzenia Narodowego Armenii.

## Życiorys
W 2008 roku kończyła studia licencjackie na Erywańskim Państwowym Uniwersytecie Lingwistycznym im. Briusowa na kierunku Komunikacja Międzykulturowa. W 2010 na tej samej uczelni ukończyła studia magisterskie.
W latach 2011–2013 pracowała jako nauczycielka w Quality Schools International.
W latach 2013–2015 studiowała na Università degli Studi Roma Tre na kierunku Współpraca Międzynarodowa, Prawa Człowieka i Polityka Unii Europejskiej. W tym samym okresie uczestniczyła w programie edukacyjnym stowarzyszenia Rondine Cittadella della Pace.

### Działalność polityczna
Uczestniczyła w antyrządowych protestach w Erywaniu w 2018 roku. Podczas protestów wspierała walkę o prawa kobiet wygłaszając przemowy na Placu Republiki w Erywaniu.
W wyborach parlamentarnych w Armenii w 2018 roku uzyskała mandat do Zgromadzenia Narodowego Armenii 7. kadencji. W Zgromadzeniu reprezentowała partię Kontrakt Obywatelski (Koalicja Im kajly).
W przedterminowych wyborach parlamentarnych w Armenii w 2021 roku ponownie uzyskała mandat deputowanej.